# 刘召站
刘召站，位于中华人民共和国内蒙古自治区巴彦淖尔市五原县巴彦套海镇，原名五原站，是包兰铁路上的火车站，建于1957年，由呼和浩特局集团管辖。2024年7月1日，为配合包银高铁施工，站名变更为刘召站，站址不变。

## 歷史
- 建于1957年。

## 車站周邊
- 刘召汽车站
- 中国邮政储蓄银行套海镇车站支行

## 外部連結
- 中国铁路客户服务中心（页面存档备份，存于）